# Skelingen
Skelingen är en sjö i Sollefteå kommun i Ångermanland och ingår i Ångermanälvens huvudavrinningsområde. Sjön har en area på 0,421 kvadratkilometer och ligger 270,4 meter över havet. Sjön avvattnas av vattendraget Kvarnån.

## Delavrinningsområde
Skelingen ingår i det delavrinningsområde (703279-154041) som SMHI kallar för Utloppet av Skelingen. Medelhöjden är 288 meter över havet och ytan är 5,57 kvadratkilometer. Det finns inga avrinningsområden uppströms utan avrinningsområdet är högsta punkten. Kvarnån som avvattnar avrinningsområdet har biflödesordning 3, vilket innebär att vattnet flödar genom totalt 3 vattendrag innan det når havet efter 105 kilometer. Avrinningsområdet består mestadels av skog (75 procent). Avrinningsområdet har 0,41 kvadratkilometer vattenytor vilket ger det en sjöprocent på 7,4 procent.